# Italia ai Giochi olimpici intermedi
L'Italia partecipò ai Giochi olimpici intermedi, svoltisi ad Atene dal 22 aprile al 2 maggio 1906, con una delegazione di ?? atleti.

## Medaglie

### Medagliere per discipline
| Sport             | Oro | Argento | Bronzo | Totale |
| ----------------- | --- | ------- | ------ | ------ |
| Canottaggio       | 4   | 1       | 1      | 6      |
| Ciclismo          | 3   | 0       | 0      | 3      |
| Ginnastica        | 0   | 2       | 1      | 3      |
| Scherma           | 0   | 1       | 1      | 2      |
| Sollevamento pesi | 0   | 1       | 0      | 1      |
| Tiro              | 0   | 1       | 0      | 1      |
| Totale            | 7   | 6       | 3      | 16     |

### Medaglie d'oro
| Medaglia | Nome                                                                                                | Sport       | Evento                     |
| -------- | --------------------------------------------------------------------------------------------------- | ----------- | -------------------------- |
| Oro      | Enrico Bruna Emilio Fontanella Giorgio Cesana (Tim.)                                                | Canottaggio | Due con (1000 metri)       |
| Oro      | Enrico Bruna Emilio Fontanella Giorgio Cesana (Tim.)                                                | Canottaggio | Due con (1 miglio)         |
| Oro      | Enrico Bruna Emilio Fontanella Riccardo Zardinoni Giuseppe Poli Giorgio Cesana (Tim.)               | Canottaggio | Quattro con                |
| Oro      | P. Toio Angelo Formaciari G. Tarantino Giuseppe Russo R. Taormina E. Bellotti Giovanni Tanio (Tim.) | Canottaggio | Scialuppe navali - sei con |
| Oro      | Francesco Verri                                                                                     | Ciclismo    | Velocità                   |
| Oro      | Francesco Verri                                                                                     | Ciclismo    | 1/3 di chilometro da fermo |
| Oro      | Francesco Verri                                                                                     | Ciclismo    | 5 chilometri               |

### Medaglie d'argento
| Medaglia | Nome                                                | Sport             | Evento                          |
| -------- | --------------------------------------------------- | ----------------- | ------------------------------- |
| Argento  | Francesco Civera Luigi Diana Emilio Cesarana (Tim.) | Canottaggio       | Due con (1000 metri)            |
| Argento  | Carlo Gandini                                       | Scherma           | Spada maestri                   |
| Argento  | Alberto Braglia                                     | Ginnastica        | Concorso individuale "5 eventi" |
| Argento  | Alberto Braglia                                     | Ginnastica        | Concorso individuale "6 eventi" |
| Argento  | Cesare Liverziani                                   | Tiro              | Pistola da duello 20 metri      |
| Argento  | Tullio Camillotti                                   | Sollevamento pesi | Sollevamento ad una mano        |

### Medaglie di bronzo
| Medaglia | Nome | Sport       | Evento                        |
| -------- | --- | ----------- | ----------------------------- |
| Bronzo   | Federico Cesarano | Scherma     | Sciabola individuale          |
| Bronzo   | Rodrigo Bertinotti Cino Civinini Raffaello Giannoni Azeglio Innocenti Filiberto Innocenti Manrico Masetti Vitaliano Masotti Quintilio Mazzoncini Spartaco Nerozzi Manlio Pastorini                                                        | Ginnastica  | Concorso generale a squadre   |
| Bronzo   | Antonio Mautrere Angelo Sartini F. Pieraccini Angelo Bouoni Augusto Graffigna P. Oddone Alberto Ruggia S. Messina Ezio Germignani G. Cingottu Sebastiano Randazzo G. Pizzo Alp. Nordio L. Frediana G. Zaninno F. Mennella E. Rossi (Tim.) | Canottaggio | Scialuppe navali - sedici con |

### Plurimedagliati
| Nome              | Sport       | Oro | Argento | Bronzo | Totale |
| ----------------- | ----------- | --- | ------- | ------ | ------ |
| Enrico Bruna      | Canottaggio | 3   | 0       | 0      | 3      |
| Giorgio Cesana    | Canottaggio | 3   | 0       | 0      | 3      |
| Emilio Fontanella | Canottaggio | 3   | 0       | 0      | 3      |
| Francesco Verri   | Ciclismo    | 3   | 0       | 0      | 3      |
| Alberto Braglia   | Ginnastica  | 0   | 2       | 0      | 2      |